# 음소문자의 역사
음소문자의 역사는 문자의 역사 상에서, 처음의 문자의 탄생으로부터 천여년이 흐른 기원전 20세기 경의 고대 이집트에서 시작하였다. 이 음소문자(원시 시나이 문자)는 이집트 지역에 거주하였던 셈족 노동자들이 자신들의 언어를 표기하기 위해 사용한 것으로,부분적으로는 신성 문자와 관련된 필기체인, 더 오래된 이집트의 신관문자의 영향을 받았다. 오늘날의 음소문자의 거의 대부분(그리스 문자, 라틴문자를 포함)은 이 문자체계에서 직접 발전되었거나, 혹은 그 문자들의 영향을 받아 변화된 것들이라 할 수 있다.
일부 현대의 저자들은 좁은 의미로 아브자드로 불리는 셈 형태의 자음 문자와, 진정한 의미로의 '음소문자'를 구별하는데, 구별 기준은 진정한 음소문자가 일정하게 문자들을 자음과 모음에 동등하게 할당하는데 반해 아브자드의 경우 각 기호가 자음을 대표하는 것이 보통이다. 이 분류를 따를 경우 최초의 진정한 음소문자는 페니키아계 그리스 문자이다. 오늘날 가장 널리 쓰이는 음소문자인 라틴 문자는 그리스 문자에 그 기원을 두고 있다. (큐메, 에트루리아를 통해)

## 기원
전통적인 음소문자 알파벳의 기원
원시 시나이/가나안 문자에서 페니키아가 알파벳을 이어받아 발전시키고 전파한 것으로 추정하고 있다.(이하 알파벳의 기원을 도표로 만든 '로빈슨 차트'를 참조하는 것이 일반적이다.)
또한, 초기 페니키아 문자에서 원시 히브리 문자와 초기 아람 문자, 후기 페니키아 문자가 나온 것으로 보고 있다. 그러나 BC 20~17세기 원시 시나이/가나안 문자에서 BC11~10세기 초기 페니키아 문자까지 문자 발전의 기록이 없는 게 흠이다. BC 13세기경의 가나안 문자를 거쳐 왔겠으나 원시 히브리 문자, 모압 문자 등과 모양이 같은 문자이어서 어느 것이 선대문자인지 알 수가 없다.
또한, 문화와 문명이 발달한 초승달지역에 속하는 가나안의 초기 페니키아 문자가 인구와 문화가 발달하지 않은 광야의 BC 14세기 남아라비아 문자보다 후대인 것으로 나타난다. 즉, 주류학설에서 이와 같이 밝히고 있는 데, 이는 같은 BC 17세기 이상으로 공인되고 있는 원시 가나안 또는 원시 시나이(세라빗 알카딤 출토) 문자의 후예들로서 사막지대의 남아라비아 문자가 페니키아 문자보다 3세기 정도 먼저 나타나 페니키아 문자 등 가나안의 제 문자들에게 영향을 주었다는 설로서 합당한 설명을 하기 어려운 측면이 있다.
역사와 학문적인 근거
- BC 5세기 헤로도투스의 ‘역사’ 제 5장에는 페니키아 카드모스일행이 그리스에 알파벳을 전하였다고 기록되어 있다.

- AD 5세기 교황청이 시나이반도 무사산을 시내산으로 지정한 이후 시내산은 시나이반도 남단에 있는 것으로 여겨져 왔다.

- 19세기 올브라이트석학, Glueck, De Vaux 등이 셈조어와 닮아 페니키아설을 주장하였다.

- 관련 도서로서는 국내 ‘알파벳의 신비(오아크냉 지음)’, ‘출애굽과 알파벳의 기원(엄용식 지음, 늘푸른나무, 2016.2월)’ 등의 도서와 유튜브 '알파벳의 기원'등에서  참조할 수 있다.

미디안 음소문자 알파벳의 기원
- 역사와 학설: BC 157년 Clemens의 책 Stromata에는 당대의 유대인 역사가인 유폴레무스가 모세는 유대민족에게 알파벳을 가르친 현인이었고 유대민족은 페니키아인에게 이를 전하였으며, 페니키아

인들은 그리스인들에게 그것을 전하였다고 말한 것으로 기록되어 있다.
- H. Grimme(1864~1942),  F. Cross, J. Harris, Miles Jones등 미디안이 발생지임을 아래와 같이 주장하고 있다.

- - Hubert. Grimme(독일, 1864~1942): 원시 셈어와 타무딕의 언어와 문법을 연구

- 팔레스타인은 히브리언어의 고향이 될 수 없고 히브리어는 BC15c경 말하고 쓰여졌으며, 타무딕이 모든 다른 셈어보다 더 오래되었고 그 주인공은 이스라엘민족이다(Names of God, p.24, 1923년).

- Frank M. Cross(독일, 1921~2012): 독일학자들의 영향을 받아 이스라엘 민족의 지리적 고향을 아라비아 반도의 미디안 지역이라고 주장했고, 올브라이트에게서 수학하였다. 히브리와 북서 셈계 고문서

학의 거두로서  원시아라비아어가 원시가나안어로부터 나왔고 타무딕, 사파이틱, 리하얀어 등의 모어가 된다고 주장하였다.
- 기타: Miles R. Jones, Jeffrey Benner, J. R. Harris(미디안에서부터 서셈어 시작) 등이 미디안에서 알파벳이 시작되었다고 주장하는 현대의 주요 학자들이다.

기타 미디안 알파벳의 기원을 증거하는 유적들은 다음과 같다.
- 이집트내 고대 셈조어(히브리체계) 사용흔적이 있다: 와디엘홀문자, 스타이너교수 강의

고대이집트 테베 북쪽 100km인근 와디엘홀 문자는 하비루들이 쓰던 BC17세기 셈조어이다. BC10세기 이전 신라 향가처럼 이집트문자를 빌어쓴 셈조어 이집트샹형문자도 있어 미국의 스타이너교수같은
이가 강의하고 있다. 이것이 출애굽루트를 통해 미디안에서 나타나고 있다.
- 아카바 홍해밑 8바큇살 병거(제 18왕조때만 나타남): 1973년 Hoffmeier교수 논문, 야딘장군

아카바만 누웨이바 앞바다에는 이집트 병거들의 유적이 많이 나타나고 있는 데, 4바큇살, 8바큇살, 6바큇살 병거들이다. 이런 유적이 나타나기 전인 1973년 Hoffmeier교수와 이갈 야딘 고고학자(장군) 등
은 8바큇살 병거는 투트모세4세경의 유적임을 논문으로 증명하였다.
- 미디안 출토 유적들: a.카프샌들 b.르비딤 묘비석 4가지 c.메노라 10행문 d.야웨스톤 등에 BC 15세기 히브리 선대문자인 히스마익 원시타무딕이 실려져 있다.

- 미국 Smithonian자연사박물관 & 사우디박물관 홈페이지: 미디안 타무딕문자는 BC 15세기에서 BC 3세기 까지의 고대문자라고 인정하고 있는 게 그 증거이다.

## 같이 보기
- 문자의 역사
- 룬 문자